# Paykan Teheran
Der Paykan Tehran Football Club (persisch پيکان تهران), auch bekannt als Paykan Tehran, ist ein iranischer Fußballverein aus der Hauptstadt Teheran. Der Fußballklub ist eine Sparte des Paykan Sport Club – weitere Sparten sind Basketball, Volleyball und Handball.

## Geschichte
1967 wurde der Klub von Mahmoud Khayami gegründet. Eigentümer und Sponsor des Vereins ist seit Gründung der iranische Automobilhersteller Iran Khodro Co. Zwischen den Jahren 1967 und 1970 konnte der Verein aufgrund der guten finanziellen Situation bekannte Spieler vom Ortsrivalen Persepolis Teheran verpflichten, u. a. die iranische Fußballlegende Ali Parvin.
In der Saison 1969/1970 löste sich der Verein auf, nachdem einige wichtige Spieler nach Querelen mit der Vereinsführung und der Teamleitung zu Persepolis Teheran zurückgingen. Bis zum Jahr 2000 verzichtete der Paykan Sport Club auf seine Fußball-Sparte. In der Saison 2000/2001 erwarb die Iran Khodro Co. von FC Bahman Karadsch die Azadegan-League-Lizenz, damals die höchste iranische Spielklasse. Obwohl der Verein noch keine nationale/internationale Titel gewonnen hat, ist er aufgrund seiner soliden finanziellen Situation und geordneten Vereinsstrukturen eine bekannte Adresse für talentierte in- und ausländische Spieler.
In der Spielzeit 2009/10 belegte Paykan Teheran in der IPL den elften Tabellenrang. Die Spielzeit 2010/11 beendete der Verein auf dem vorletzten Platz und stieg in die Azadegan League ab. Nach zwischenzeitlichem Wiederaufstieg folgte nach der Saison 2014/15 der erneute Abstieg.

## Erfolge
- Iranischer Zweitligameister: 2011/12, 2015/16
- Iranischer Zweitligavizemeister: 2005/06
- Iran Championship Cup: 1969

## Trainer
- Klaus Schlappner (2000–2001)

## Spieler
- Ali Parvin (1968–1970)
- Taribo West (2007)
- Ronny Kockel (2008)
- Eren Şen (2011–2012)